# Талладига (Алабама)
Талладига (англ. Talladega) — город и административный центр округа Талладига в Алабаме в Соединённых Штатах Америки.
По данным переписи 2020 года население Талладиги составляло 15 861 человек.

## История
Название Талладига происходит от Маскоги — языка живших здесь в доколумбову эпоху коренных американцев. Оно собрано из двух слов означающих «город» и «граница», указывая на его расположение на границе между землями народов маскоги и натчезы.

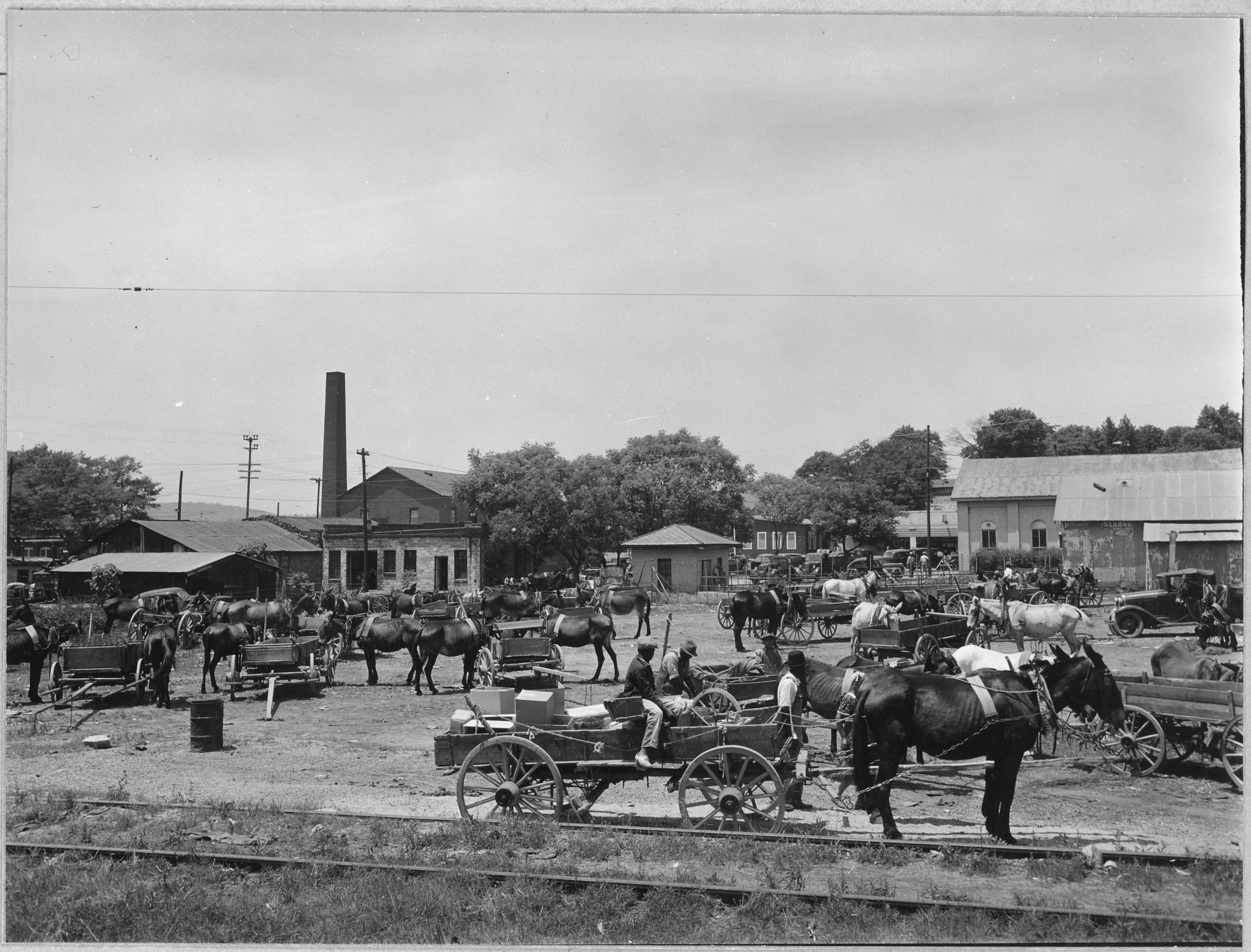
Талладига в 1941 году

В 1848 году был основан Первый национальный банк Талладиги (ныне Первый банк Алабамы) — старейший банк в штате.
В городе есть три начальные школы и одна средняя. Кроме того здесь находятся Алабамский институт глухих и слепых и муниципальный аэропорт Талладиги. Неподалеку находятся гоночная трасса Talladega Superspeedway, Международный зал славы автоспорта и Колледж Талладиги при котором в 2020 году открылся Музей искусств доктора Уильяма Роберта Харви.
Население города увеличилось между переписями 2010 и 2020 года почти на 200 человек.

## География
Талладига находится примерно в 80 километрах к востоку от города Бирмингема.
По данным Бюро переписи населения США, общая площадь города составляет 24,1 квадратных мили (62,3 км2), из которых 24,0 квадратных мили (62,1 км2) приходится на сушу, а 0,077 квадратных миль (0,2 км2), или 0,30%, — на воду.